# Ancylis natalana
Ancylis natalana is een vlinder uit de familie bladrollers (Tortricidae). De wetenschappelijke naam is voor het eerst geldig gepubliceerd in 1881 door Walsingham.
De soort komt voor in tropisch Afrika.